# Veronica (电视频道)
Veronica是荷兰的一个商业性电视频道，由Sanoma（67%）和塔尔珀传媒控股（33%）联合所有。集团在荷兰的其他频道有NET 5和SBS 6。Veronica与Disney XD欧洲共享频道资源，Disney XD在白天播放，Veronica在晚间播放。